# Ejdrup (parochie)
Ejdrup is een parochie van de Deense Volkskerk in de Deense gemeente Aalborg. De parochie maakt deel uit van het bisdom Aalborg en telt 233 kerkleden op een bevolking van 250 (2004). 
De parochie was tot 1970 deel van Års Herred. In dat jaar werd Ejdrup opgenomen in de nieuwe gemeente Nibe, die in 2007 opging in de vergrote gemeente Aalborg.
Bislev · Dall · Ejdrup · Ellidshøj · Farstrup · Ferslev · Frejlev · Godthåb · Lundby · Nibe · Nørholm · Sebber · Sønderholm · Store Ajstrup · Svenstrup · Vokslev · Volsted